# 아키야마 준
아키야마 준(秋山淳, 1973년 ~ )은 스퀘어 에닉스를 위해 일하는 일본의 비디오 게임 이벤트 감독이자 시나리오 작가이다. 1995년에 스퀘어에 입사했다.

## 작품
- 다이나미트레이서
- 파이널 판타지 VII
- 파이널 판타지 택틱스
- 베이그랜트 스토리
- 킹덤 하츠 (비디오 게임)
- 파이널 판타지 택틱스 어드밴스
- 킹덤 하츠 2
- 파이널 판타지 XII
- 파이널 판타지 택틱스 A2
- 파이널 판타지 XIII
- 파이널 판타지 XIV (2010년 비디오 게임)
- 월드 오브 파이널 판타지
- 파이널 판타지 XV
- 파이널 판타지 XII